# Diego de Almagro
För andra betydelser, se Diego de Almagro (olika betydelser).
Diego de Almagro, född omkring 1479 i Almagro, Spanien, död 8 juli 1538 i Cusco, Peru, var en spansk conquistador. Han deltog i erövringen av Peru och man räknar honom som upptäckare av Chile.
Han föddes i Almagro, staden som bär hans namn, som son utom äktenskapet till Juan de Montenegro och Elvira Gutiérrez. Båda hade lovat varandra giftermål, men avslutade sin förlovningstid utan att förverkliga löftet. När de skildes var Elvira havande med de Diego, vilket fick familjen att gömma undan henne tills pojken hade fötts.

## De första åren
För att rädda moderns heder tog familjen ifrån henne barnet och sände honom till den lilla byn Bolaños de Calatrava, för att sedan uppfostras i Aldea del Rey av Sancha López del Peral.
När han fyllde fyra år återvände han till Almagro, under förmyndarskap av sin farbror Hernán Gutiérrez tills han fyllde 15 år, då han på grund av farbroderns hårda uppfostran flydde hemmet. Han tog sig till sin mors hus, vilken nu levde med sin nye man, för att meddela henne vad som hade hänt och att han skulle resa ut i världen. Han bad om lite bröd så han skulle klara sig i sin misär. Hans mor sökte förskräckt efter en bit bröd och lite pengar och sa till honom: "Ta här, pojk, och ge mig inte mer bekymmer, ge dig av, och ta Gud till beskydd på ditt äventyr".
Sedan befann han sig i Sevilla där han arbetade som betjänt för don Luis de Polanco, Sevillas borgmästare. På grund av meningsskiljaktigheter knivskar Almagro en annan betjänt. Denne fick då sådana allvarliga skador att Almagro inte ville riskera att möta rättvisan, utan i stället flydde från Sevilla och luffade runt i Andalusien tills han bestämde sig för att resa till Amerika.

## Ankomsten till Amerika
Almagro kom till Nya världen den 30 juni 1514 i den expedition som Ferdinand II av Aragonien skickade ut under befäl av Pedrarias Dávila. Expeditionen steg i land i staden Santa Maria la Antigua del Darien, där många andra framtida berömda conquistadorer hade samlats, däribland Francisco Pizarro. Det finns inte många upplysningar om Almagro från denna period, men man vet att han gjorde sällskap med olika kaptener som lämnade staden Darien mellan 1514 och 1515, även om han huvudsakligen uppehöll sig i staden, byggde sig ett hus och ägnade sig åt lantbruk.

### Första uppdragen
Han gjorde sin första insats som conquistador den 30 november 1515, då han avreste från Darien med befäl över 260 man, grundade staden Acla, belägen på platsen med samma namn, men var tvungen att avstå från uppdraget då han blev sjuk och måste återvända till staden och lämnade uppdraget att slutföra planen till Gaspar de Espinosa.
Espinosa beslöt att sätta en ny expedition i verket och avreste i december med 200 man, bland dem en redan återhämtad Almagro, och Francisco Pizarro, som för första gången hade uppdraget som kapten. På denna expedition, som varade 14 månader, lärde de två männen känna varandra, om det var så att de inte redan hade gjort det, eftersom de redan tidigare hade känt prästen Hernando de Luque. Även om det berömda kompanjonskapet mellan de tre ännu inte hade börjat, visade de varandra förtroende och vänskap.
Almagro arbetade en tid med Vasco Núñez de Balboa, som vid den tiden hade uppdrag av Acla, att med material från Espinosas expedition bygga en båt, plocka isär den och åter bygga upp den i Stilla Havet. Enligt uppgift finns det inga tecken på att han deltog i Balboas expedition och det är mera troligt att han återvände till Darien.
Han deltog i en av Espinosas expeditioner, som seglade med två av Balboas båtar. De rörde sig nära Panama, erövrade land, ordnade bosättningar och gjorde också djupare intrång i landet. Om Almagro på denna expedition vet man bara att han bevittnade de dokument som Espinosa upprättade om händelserna med de infödda.
Han stannade i den nyligen grundlagda staden Panama, och hjälpte till att befolka den. Under fyra år deltog han inte i nya expeditioner, utan ägnade sin tid åt administration av sina och Pizarros tillgångar. Under denna tid föddes hans son Diego de Almagro el Mozo, som han fick med en indianska från trakten vid namn Ana Martínez.

### Erövrandet av Peru
År 1524 slöt han sig emellertid till Francisco Pizarro och Hernando de Soto efter Hernando de Luques återkomst från det legendariska Peru. Almagro skötte i huvudsak de ekonomiska angelägenheterna och rekryterade fattiga nybyggare och utslagna i Panama inför expeditionen, som han valde att avstå från att delta i personligen i sista stund. Efter att ha återvänt, utan byte men efter att ha fått kontakt med inkas, seglade Pizarro till Spanien och lyckades 1528 få den spanske kungens tillstånd för en ny expedition. Denna gång deltog Almagro personligen. Spanjorerna landsteg i nuvarande Ecuador 1531 och i november följande år nådde de Soto, Pizarro och hans tre bröder kom fram till Cajamarca med knappt 200 män. Almagro ledde ungefär hälften så många och bildade en eftertrupp som först efter maktövertagandet och storinkan Atahualpas gisslantagande genom Pizarros försorg slöt sig till de övriga i Cajamarca.
Emellertid fick dessa inte ta del av de enorma lösesummor som överlämnades för Inkans befrielse och de sprickor som så småningom skulle sätta allt på spel började visa sig mellan de två rivalerna. de Soto, som förespråkat en humanistisk väg gentemot inkas, drevs snart ur vägen och lämnade Peru med sin andel för att senare bli upptäcktsresande och erövrare å spanska kronans vägnar i Florida. Tillsammans med Pizarro tågade Almagro söderut efter Atahualpas avrättning där de intog Cuzco i november 1533 med hjälp av skicklig diplomati och hänsynslös krigföring, där Atahualpas general Quizquiz - med befäl över kanske så många som 100 000 inkas - drevs på flykten och senare mördades i ett myteri av krigströtta veteraner. Efter denna seger förlade Pizarro det mesta av sin tid i den nya provinsen genom att exploatera den på dess rikedomar och administrera ett nytt spanskt välde från den av honom grundade huvudstaden Lima (januari 1535).

### Upptäckten av Chile
I jakt på seger och rikedomar för sin egen del drog Almagro, missnöjd, söderut med sina anhängare, där de nådde ända fram till Tupiza och Coquimbo i centrala Chile, där han anlade den spanska kolonin Nya Toledo, en direkt utmaning till Pizarro och dennes Nya Kastilien i Peru. Sedan Atahualpas halvbror, den tidigare spanske lydhärskaren Manco Inca Yupanqui inlett en revolt 1536 genom att belägra Cuzco med 100 000 man och intagit stora delar av staden. Sedan situationen verkat hopplös gick Pizarro till motangrepp från Lima men misslyckades besegra inkahären helt. Först sedan Almagro anlänt från södern med förstärkningar bröts revolten fullständigt och upproret krossades.
Det skulle bli det sista stora, men istället fördes relationerna mellan Pizarro och Almagro till sin spets. Genom sin försvagade position förlorade bröderna Pizarro samma år (1537) makten i Cuzco till Almagros soldater. Francisco hade emellertid lyckats undkomma och sedan de fängslade Hernando och Gonzalo (den yngste brodern Juan hade stupat i ett motanfall under belägringen) samlade de nya anhängare i norr och gick till angrepp mot Almagro vid Las Salinasslätten i april 1538. Almagros styrkor var numerärt överlägsna men besegrades tack vare överlägsenhet i eldkraft och kavalleri och drevs på flykten. Han fängslades i Cuzco samma månad och avrättades genom Pizarros försorg. Hans son, Diego de Almagro El Mozo, hämnades tre år senare genom att mörda Pizarro den 26 juni 1541, i Lima. Han samlade därefter anhängare men besegrades av Pizarros män 1542, tillfångatogs och avrättades, liksom sin far i Cuzco.